# Alie Lindberg

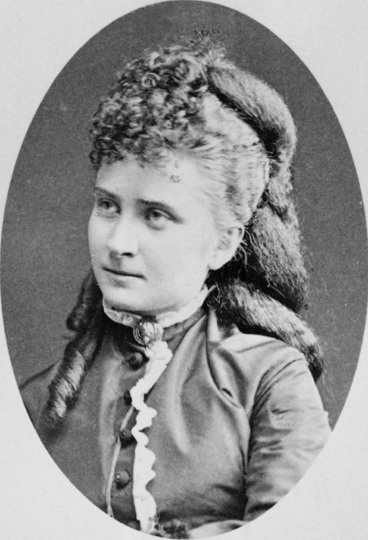
Alie Lindberg

Alexandra Emilia ”Alie” Lindberg-Larsen, född Lindberg 19 maj 1849 i Kastelholm på Åland, död 27 november 1933, var en finländsk pianist. Hon var kusin till Johan Lindberg.
Lindberg utbildade sig i Dresden och 1868–71 hos Carl Tausig i Berlin samt Franz Liszt i Weimar, var pianolärarinna i London, Sankt Petersburg och Helsingfors och konserterade 1878–80 i de skandinaviska länderna samt 1880–81 i Berlin. Hon ingick 1882 äktenskap med köpmannen (sedermera sångläraren) E. Larsen i Bergen och fortsatte att ge undervisning och konserter. Hon var en särskilt i tekniskt avseende framstående pianovirtuos.